# 尼德林根
尼德林根（德語：Nüdlingen）是德国巴伐利亚州的一个市镇。总面积26.36平方公里，总人口4092人，其中男性2077人，女性2015人（2011年12月31日），人口密度155人/平方公里。

## 友好城市
- 法國 圣马塞尔 (厄尔省)